# Miconia superba
Miconia superba är en tvåhjärtbladig växtart som beskrevs av Ernst Heinrich Georg Ule. Miconia superba ingår i släktet Miconia och familjen Melastomataceae. IUCN kategoriserar arten globalt som nära hotad. Inga underarter finns listade i Catalogue of Life.